# Щавель довголистий
Щавель довголистий (Rumex longifolius) — вид трав'янистих рослин родини гречкові (Polygonaceae). Етимологія: лат. longus — «довгий», лат. i — сполучник, лат. folius — «лист».

## Опис
Рослини багаторічні, заввишки 60–120 см. Стебла прямі й нерозгалужені до суцвіття. Листки, зібрані в прикореневу розетку, з довгими черешками (завдовжки з пластини); стовбурові листки — короткочерешкові; пластини волохаті на нижньому боці вздовж жилок, від широко ланцетних до яйцеподібно-ланцетних або довгасто-ланцетних, зазвичай 25–50(60) × 7–15 см, у ≈ 3–4 рази довше ширини, основи широко клиноподібні, верхівки гострі або підгострі. Суцвіття займають дистальну 1/2 частини стебла. Квіти: зазвичай двостатеві, зеленуваті, маленькі, 2–3 мм шириною, правильні; листочки оцвітини у двох завитках; тичинок 6. Плід — блискучий коричневий горішок, трикутний у поперечному перерізі, (2.5)3–3.5(4) × 1.5–2 мм. 2n = 60. Квітує пізньої весни, влітку та вересні.

## Поширення
Європа (Естонія, Латвія, Литва, Росія, Україна, Німеччина, Данія, Фінляндія, Ісландія, Норвегія, Швеція, Велика Британія, Франція, Іспанія); Азія (Росія, Китай, Японія); Північна Америка (Гренландія, Канада, пн. США). Натуралізований у деяких інших місцях. 
Населяє пустирі, узбіччя, оброблені поля, долини річок, луки.
В Україні зростає в лісостепу, рідко.

## Галерея

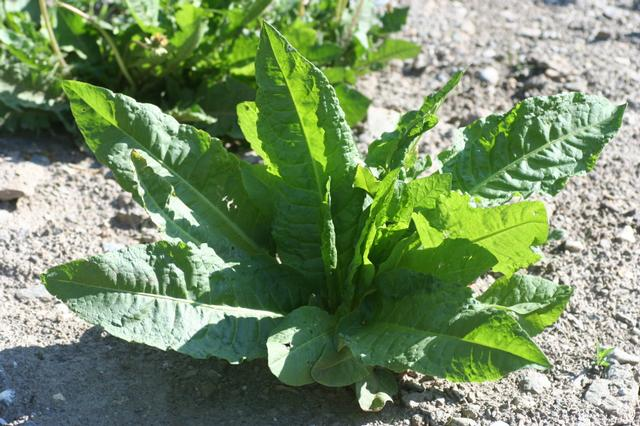
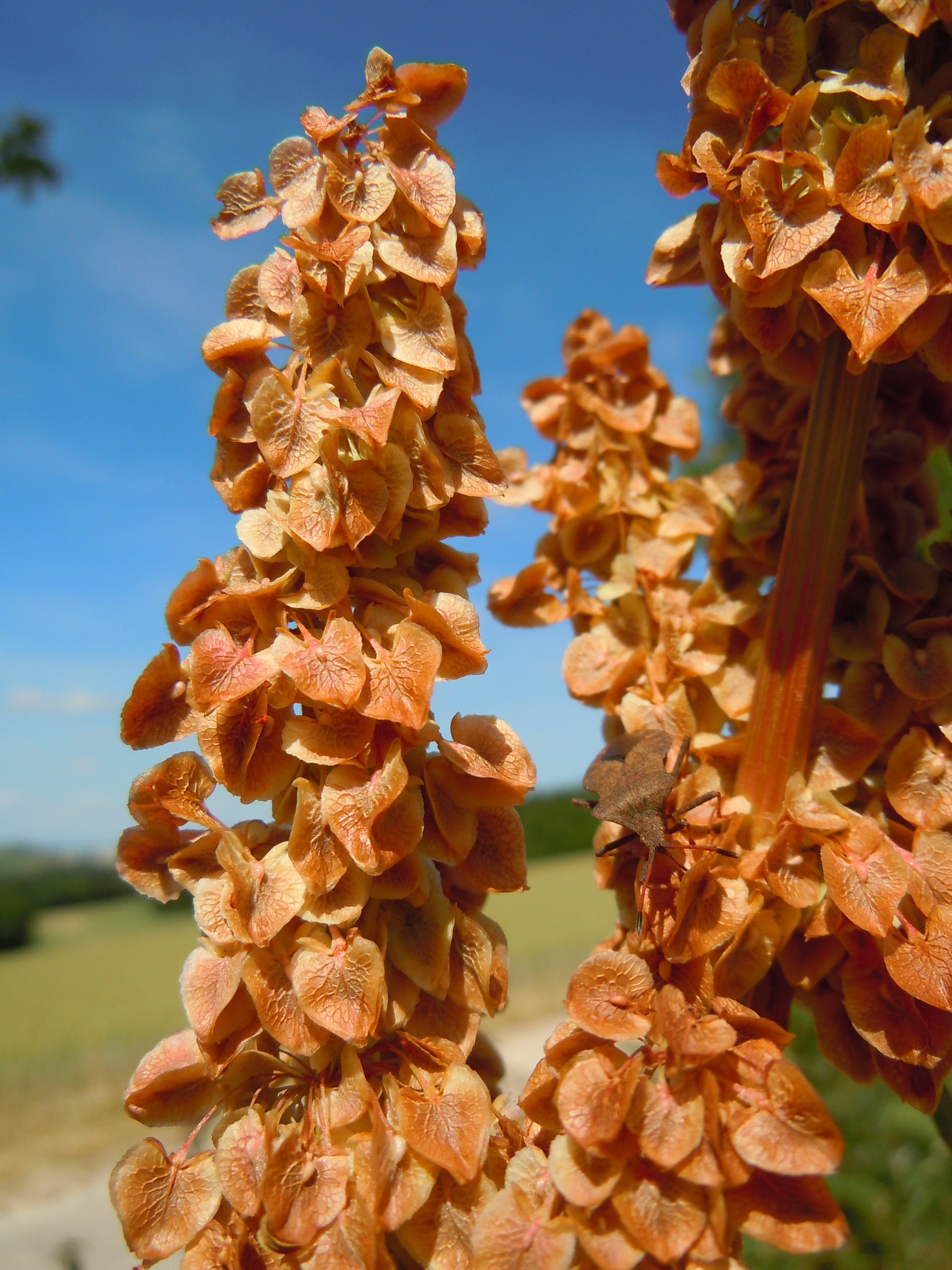
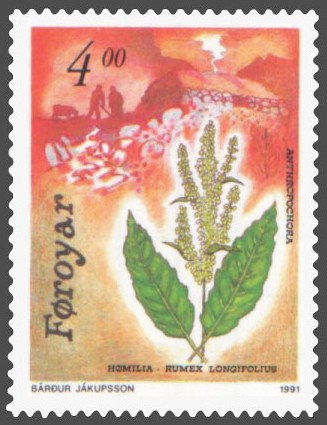